# Ратмир I из Сквиржина
Ратмир I из Сквиржина (чеш. Ratmír I. ze Skviřína, лат. Ratmirus de Squirina; умер после 1232 года) — средневековый чешский дворянин, родоначальник феодального рода панов из Швамберка, коморник (camerarius) Пльзеньского края (в должности упомянут в 1227 году).
О первом достоверно известном представителе рода, позднее получившего имя панов из Швамберка, в источниках сохранилось крайне мало сведений. Вероятно, первое документальное упоминание о Ратмире из Сквиржина (Ratmirus de Squirina) относится к грамоте пражского епископа, выданной в 1223 году Вилемовскому монастырю.